# فرودگاه بلکال
فرودگاه بلکال (به انگلیسی: Blackall Airport) یک فرودگاه همگانی با کد یاتا BKQ است که یک باند فرود آسفالت دارد و طول باند آن ۱۶۸۸ متر است. این فرودگاه در کشور استرالیا قرار دارد و در ارتفاع ۲۸۳ متری از سطح دریا واقع شده‌است.

## شرکت‌های هواپیمایی و مقصدهای پروازی
| شرکت‌های هواپیمایی       | مقصدهای پروازی                                                            |
| ----------------------- | ------------------------------------------------------------------------- |
| رجیونال اکسپرس ایرلاینز | بدوری، بیردسویل، بریزبن، چارلویل، ماونت آیزیا، کویلپی، Toowoomba، ویندورا |

Regular services اجرا توسط Regional Express Airlines are under contract to the دولت کوئینزلند.